# 李國銘
李國銘（1985年10月22日—2010年10月17日），台灣新竹縣客家人，伊林模特兒經紀公司旗下男模，世新大學口語傳播學系93級畢業生，曾擔任該校口傳系男籃隊隊長，並於2006年獲世新大學九十五學年度系際盃男子籃球賽冠軍，20歲為雜誌拍攝牛仔褲廣告，可以陽光也可以性感，側面角度和言丞旭有幾分相像。2006年6月11日在台北縣板橋市（今新北市板橋區）遠東百貨所舉辦的「型男大賽」以清新、陽光、健康親和的形象獲得評審一致的青睞並奪得冠軍，得與伊林公司簽約，接受專業訓練，成為林又立、王麗雅的師弟，後成為網路上爆紅的人氣王，圈內好友有李立崴、趙思碩、孔祥宇、博焱等。
2010年10月17日早上6時30分，因遺傳性B型肝炎轉變肝癌病逝，得年25歲，距離25歲生日只有5天。

## 外部連結
- 李國銘摩登誌
- （页面存档备份，存于）李立崴無名
- （页面存档备份，存于）世新大學口語傳播學系李國銘紀念網站
- （页面存档备份，存于）李國銘無名
- （页面存档备份，存于）國銘打工麻辣火鍋店的報導(有介紹到國銘)
- 國銘的facebook
- 帥氣男模李國銘肝癌逝 年僅24歲 （页面存档备份，存于）